# Elezioni europee del 1999 in Svezia
Le elezioni europee del 1999 in Svezia si sono tenute il 13 giugno.

## Risultati
| Liste  | Liste                                              | Gruppo    | Voti      | %     | Seggi |
| ------ | -------------------------------------------------- | --------- | --------- | ----- | ----- |
|        | Partito Socialdemocratico dei Lavoratori di Svezia | PSE       | 657.497   | 25,99 | 6     |
|        | Partito Moderato                                   | PPE-DE    | 524.755   | 20,75 | 5     |
|        | Partito della Sinistra                             | GUE/NGL   | 400.073   | 15,82 | 3     |
|        | Partito Popolare Liberale                          | ELDR      | 350.339   | 13,85 | 3     |
|        | Partito Ambientalista i Verdi                      | Verdi/ALE | 239.946   | 9,49  | 2     |
|        | Democratici Cristiani                              | PPE-DE    | 193.354   | 7,64  | 2     |
|        | Partito di Centro                                  | ELDR      | 151.442   | 5,99  | 1     |
|        | Democratici Svedesi                                | -         | 8.568     | 0,34  | -     |
|        | Partito Socialista della Giustizia                 | -         | 1.430     | 0,06  | -     |
|        | Altri <0,05%                                       | -         | 2.033     | 0,08  | -     |
| Totale | Totale                                             | Totale    | 2.529.437 |       | 22    |